# Adolfo García Quesada
Adolfo García Quesada (La Zubia, Granada, 27 de setembre de 1979) és un ciclista espanyol, professional des del 2001 fins al 2006. Va aconseguir algunes victòries d'etapa en curses com la Volta a Catalunya, la Volta a Portugal o la Volta a Astúries.
El 2006 es va veure implicat en l'Operació Port, sent identificat per la Guàrdia Civil com a client de la xarxa de dopatge liderada per Eufemiano Fuentes amb el nom en clau Fito. García Quesada no fou sancionat per la Justícia espanyola en no ser el dopatge un delicte a Espanya en aquell moment, i tampoc va rebre cap sanció en negar-se el jutge instructor del cas a facilitar als organismes esportius internacionals (AMA, UCI) les proves que demostrarien la seva implicació com a client de la xarxa de dopatge.
El seu germà Carlos també fou ciclista professional.

## Palmarès
- 2000
  - Vencedor d'una etapa de la Volta a Navarra
- 2004
  - Vencedor d'una etapa de la Volta a Portugal
- 2005
  - Vencedor d'una etapa de la Volta a Portugal
  - 1r a la Volta a Astúries
- 2006
  - Vencedor d'una etapa de la Volta a Catalunya
  - Vencedor d'una etapa de la Volta a Andalusia
- 2011
  - Vencedor d'una etapa de la Volta a Extremadura

### Resultats a la Volta a Espanya
- 2005. 34è de la classificació general.

### Resultats al Giro d'Itàlia
- 2003. 18è de la classificació general